# Gludsted Sogn
Gludsted Sogn er et sogn i Ikast-Brande Provsti (Viborg Stift).
Da Gludsted Kirke blev opført i 1892, blev Gludsted et kirkedistrikt i Ejstrup Sogn. Da kirkedistrikterne blev afskaffet 1. oktober 2010, blev 
Gludsted Kirkedistrikt udskilt som selvstændigt sogn fra Ejstrup Sogn. Det havde hørt til Vrads Herred i Skanderborg Amt. Ejstrup sognekommune var ved kommunalreformen i 1970 indlemmet i Nørre-Snede Kommune, som ved strukturreformen i 2007 indgik i Ikast-Brande Kommune. 